# 新德勒姆鎮區 (印地安納州拉波特縣)
新德勒姆鎮區（英語：New Durham Township）是位於美國印地安納州拉波特縣的一個行政鎮區。

## 地方資料
根據2010年美國人口普查的數據，新德勒姆鎮區的面積為93.40平方千米，當中陸地面積為93.10平方千米，而水域面積為0.30平方千米。當地共有人口8664人，而人口密度為每平方千米92.76人。